# 基利翁

基利翁（西班牙語：Quillón），是智利的城市，位於該國中部比奧比奧大區的紐布萊省，始建於1846年，面積423平方公里，海拔高度57米，2012年人口16,233人，人口密度每平方公里38人。
36°44′40″S 72°28′36″W / 36.74444°S 72.47667°W